# Lago Riesco
Lago Riesco är en sjö i Chile.   Den ligger i regionen Región de Aisén, i den södra delen av landet, 1 400 km söder om huvudstaden Santiago de Chile. Lago Riesco ligger 15 meter över havet. Arean är 14,0 kvadratkilometer. Den sträcker sig 11,1 kilometer i nord-sydlig riktning, och 6,0 kilometer i öst-västlig riktning.
I omgivningarna runt Lago Riesco växer i huvudsak blandskog. Trakten runt Lago Riesco är nära nog obefolkad, med mindre än två invånare per kvadratkilometer.